# Layards meeszanger
Layards meeszanger (Curruca layardi, synoniem: Sylvia layardi) is een zangvogel uit de familie  Sylviidae (grasmussen). De vogel werd in 1862 door Gustav Hartlaub als Parisoma layardi geldig beschreven. De vogel is genoemd naar de Britse diplomaat en ornitholoog Edgar Leopold Layard.

## Verspreiding en leefgebied
Deze soort komt voor in zuidwestelijk Afrika en telt vier ondersoorten:
- C. l. aridicola: zuidwestelijk Namibië en noordwestelijk Zuid-Afrika.
- C. l. barnesi: Lesotho.
- C. l. subsolana: zuidelijk-centraal Zuid-Afrika.
- C. l. layardi: zuidwestelijk Zuid-Afrika.

## Status
De grootte van de populatie is niet gekwantificeerd maar de soort wordt omschreven als algemeen. Op de Rode lijst van de IUCN heeft deze soort de status niet bedreigd.